# 馬自達MAZDA號

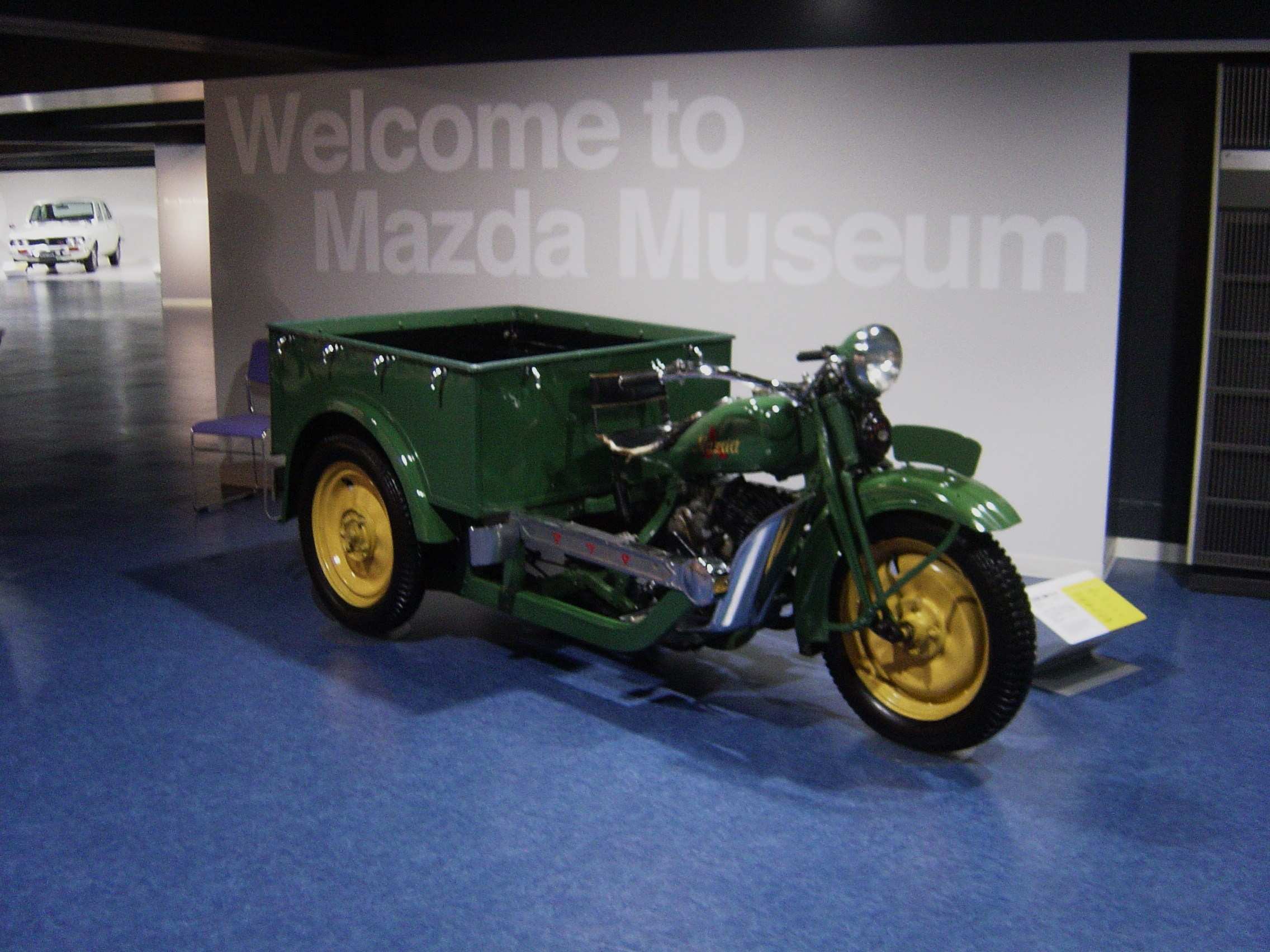
馬自達MAZDA號三輪卡車

馬自達MAZDA號（日语：マツダ・マツダ号）是由日本東洋工業（馬自達前身）於1930至1960年代期間製造、委託三菱商事代為銷售的三輪卡車。該款三輪載貨卡車為馬自達跨入汽車製造行業的濫觴，在馬自達博物館門口便置放了一輛展示品。

## 概要
1920年代末期日本的汽機車工業處於萌芽階段，原本製造機械的東洋工業企圖跨入機動車輛的領域，1928年自英國進口了兩輛摩托車作為研究之用，拆解之後進行逆向工程，1929年試製出排氣量250c.c.的二衝程引擎，翌年完成六輛試作摩托車，並於同年3月生產30輛正式發售。同年10月參加由大日本帝國陸軍第5師團主辦的「招魂祭」中，作為餘興節目的機車競賽，成功甩開上帝之獅摩托車奪下優勝。接下來社長松田重次郎選擇發展三輪卡車三輪載貨卡車，將開發重責委託給已經入社的長男松田恒次與竹林清三（後升任為副社長），1930年完成三輪卡車試作品。由於東洋工業對於三輪車界相當陌生，遂於1931年與銷售網遍布全國的三菱商事簽約，委託後者代為銷售，1931年10月推出命名為「MAZDA號」（DA型）的三輪貨車。關於車名的由來，以當時的社長松田重次郎的姓氏，經古波斯拜火教光明之神阿胡拉·馬茲達（‎）之名變體的「MAZDA」。因為委託三菱商事代為販售，故油箱上除了「MAZDA」字樣外，尚印有三菱的紅色商標（三枚紅色鑽石）。銷售區域除日本境內，尚包括中國（其影響力甚至使「馬自達」在南京成为機動三輪車的俗稱）、滿洲、巴西等地。

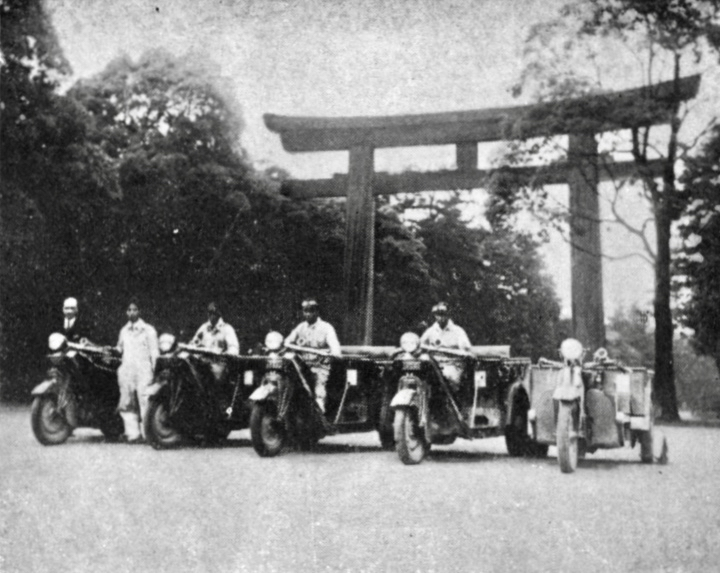
鹿兒島至東京商隊宣傳

為了打響MAZDA號三輪車的名號，該公司甚至於1936年（昭和11年）發起一項名為「鹿兒島至東京商隊宣傳」（鹿児島―東京間キャラバン宣伝）的廣告行銷活動，派出4輛KC型和1輛DC型三輪車，從鹿兒島出發前往東京，花了25天的時間行走約2,700公里，趁機宣傳產品耐用度。第二次世界大戰爆發之後，東洋工業受到《國家總動員法》與《軍需公司法》的要求變成軍需企業，縱然陸續推出新款三輪貨車，但1941年（昭和16年）被迫中止生產。
二戰結束後的1945年9月，GHQ允許軍需工業轉換成民生工業，四處尋找原料和零件上游廠商的東洋工業經申請後獲得月產一千台三輪卡車的許可。翌年GA型的生產數量達到2,430輛，成為業界第一名。1950年代依舊維持亮眼的成績，1954年的三輪卡車年產量達到3萬輛。不過彼時日本車壇逐漸從三輪貨卡車過渡至四輪，1950年6月推出第一輛四輪卡車CA型，1958年再推出代號「DMA型」的馬自達Romper。

## 型式
MAZDA號歷經好幾代的變革，車型計有：

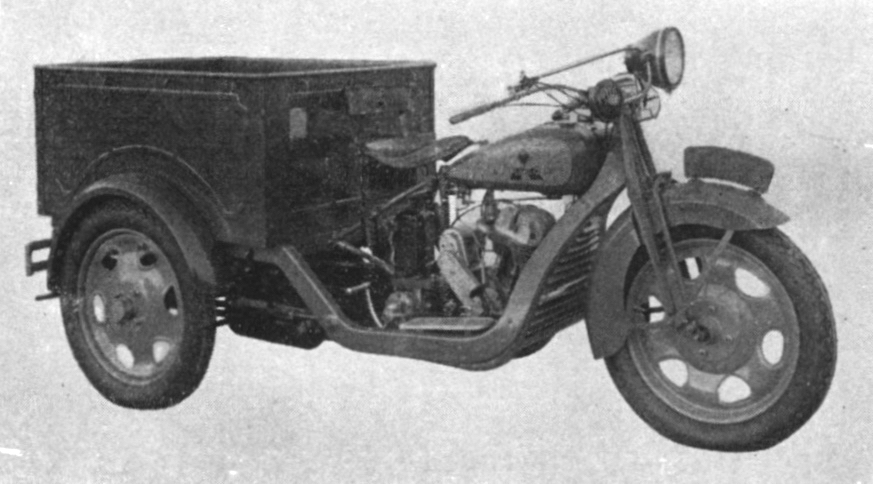
DA型

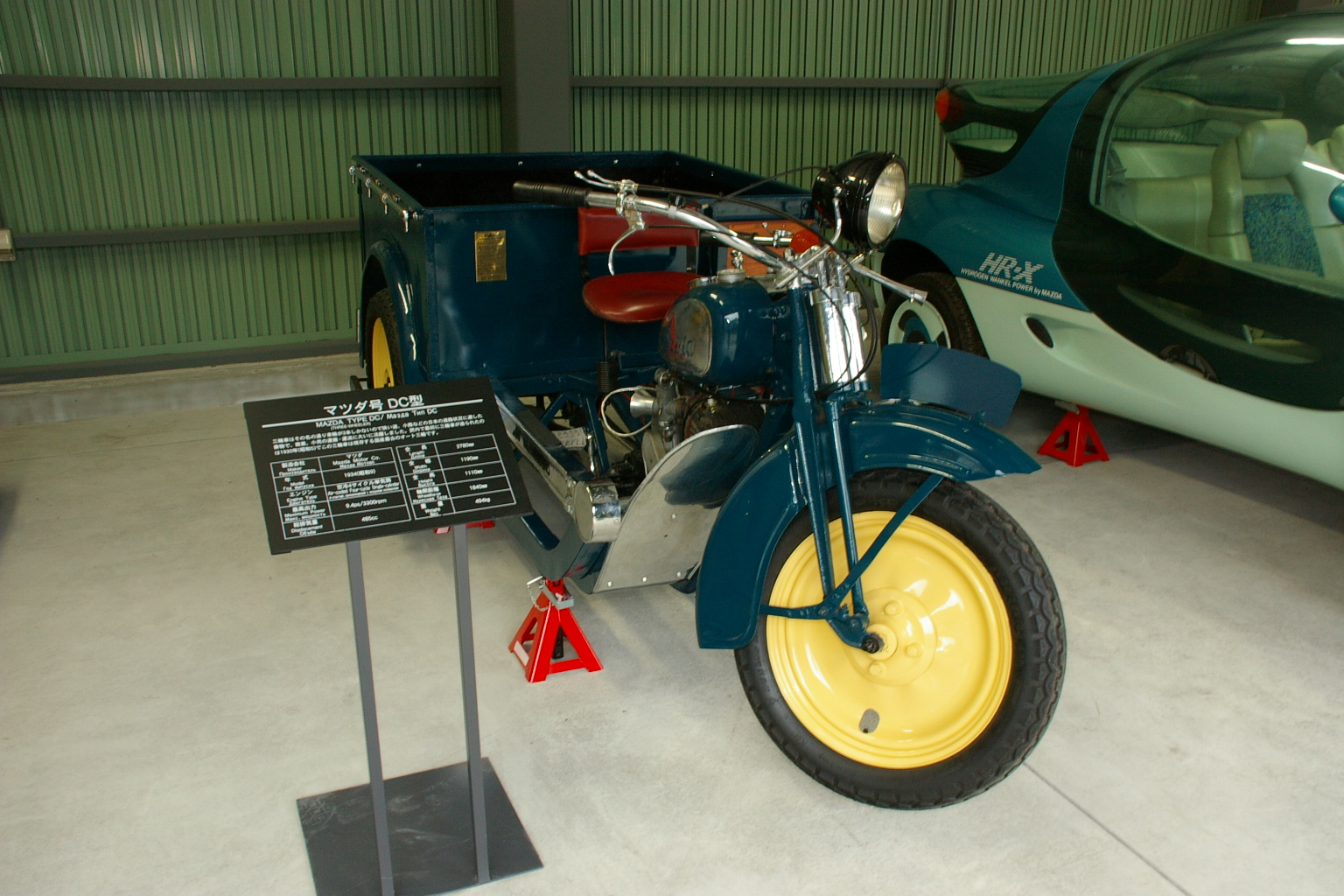
DC型

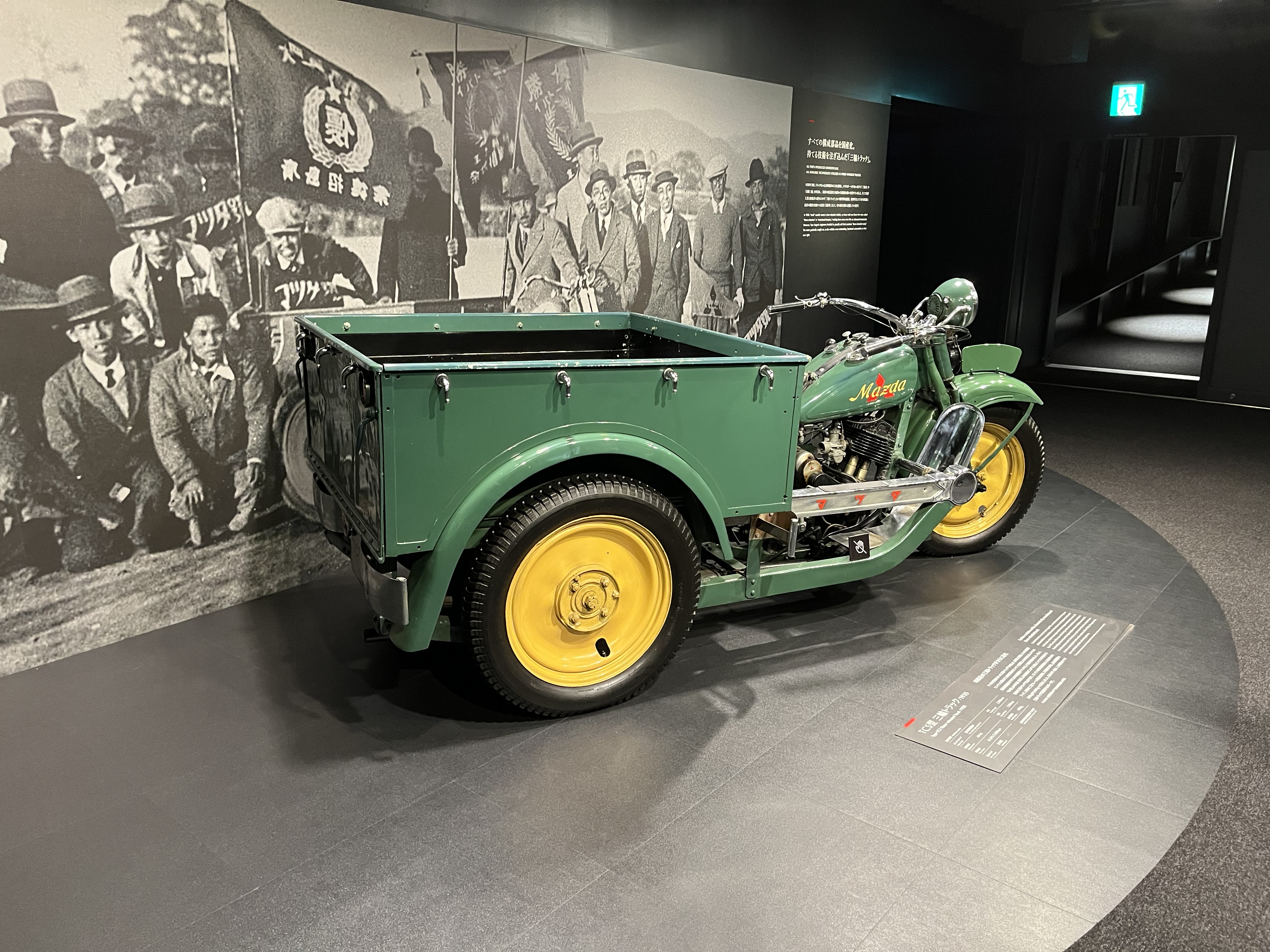
TCS型

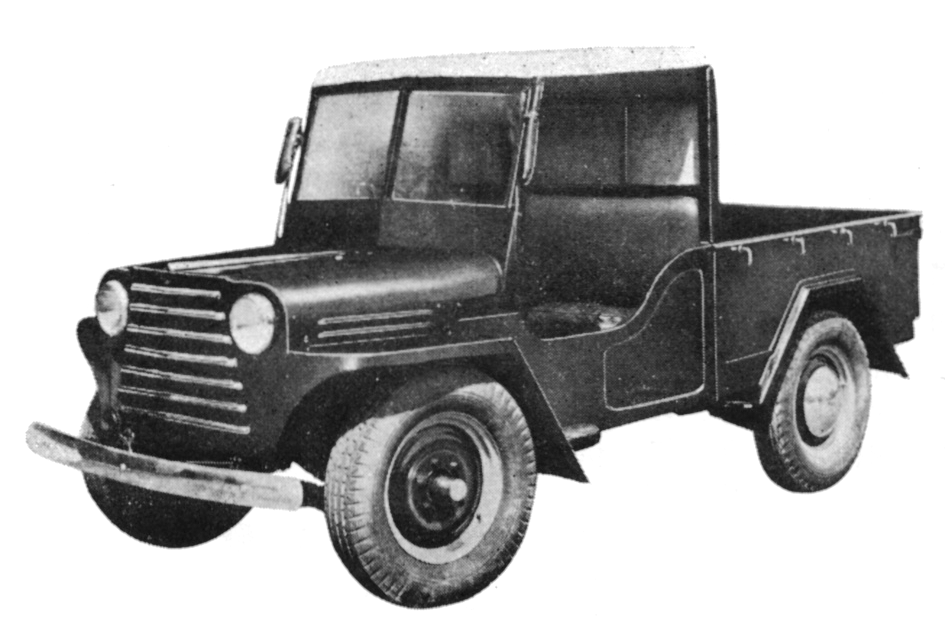
四輪貨車CA型

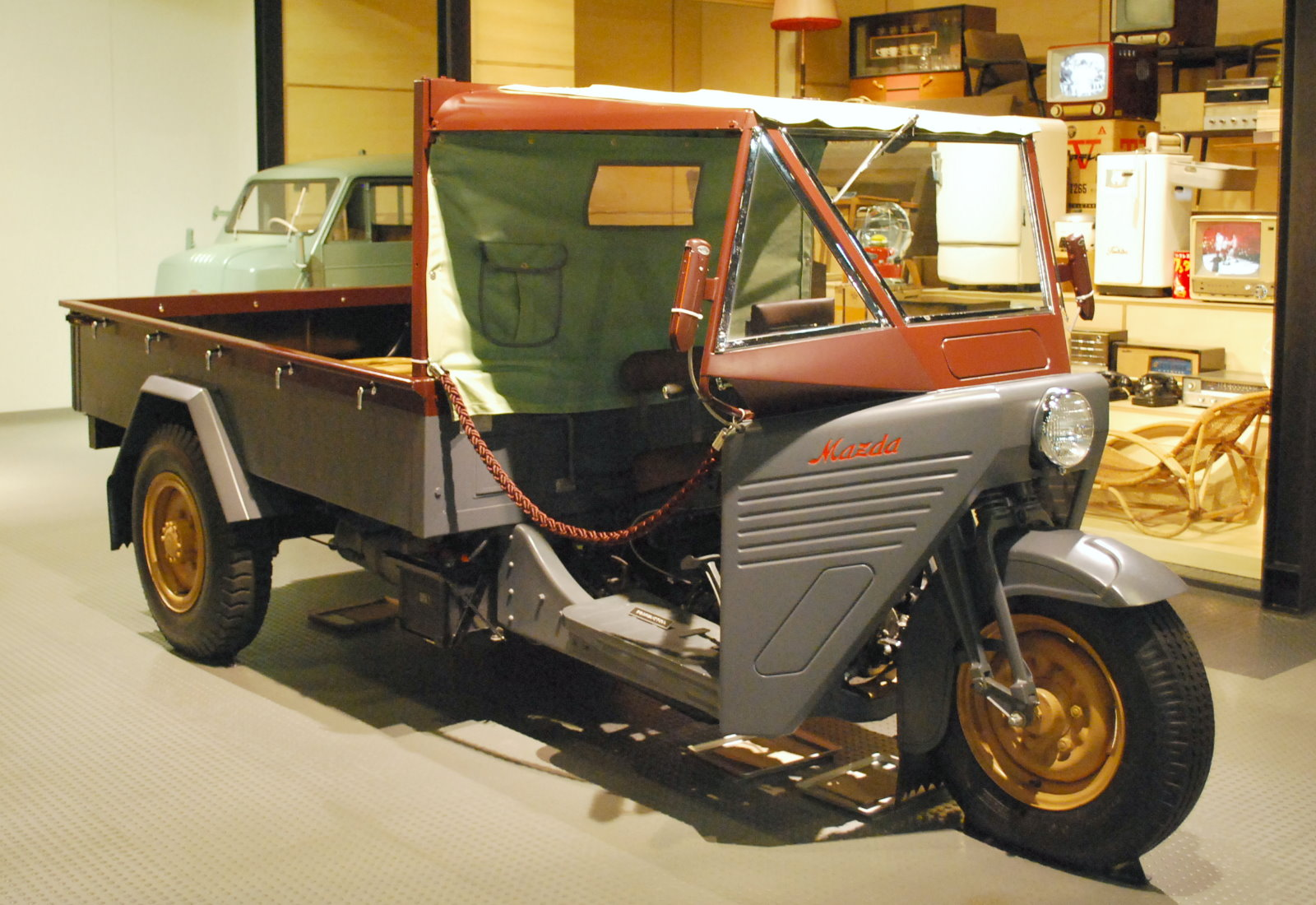
CT型

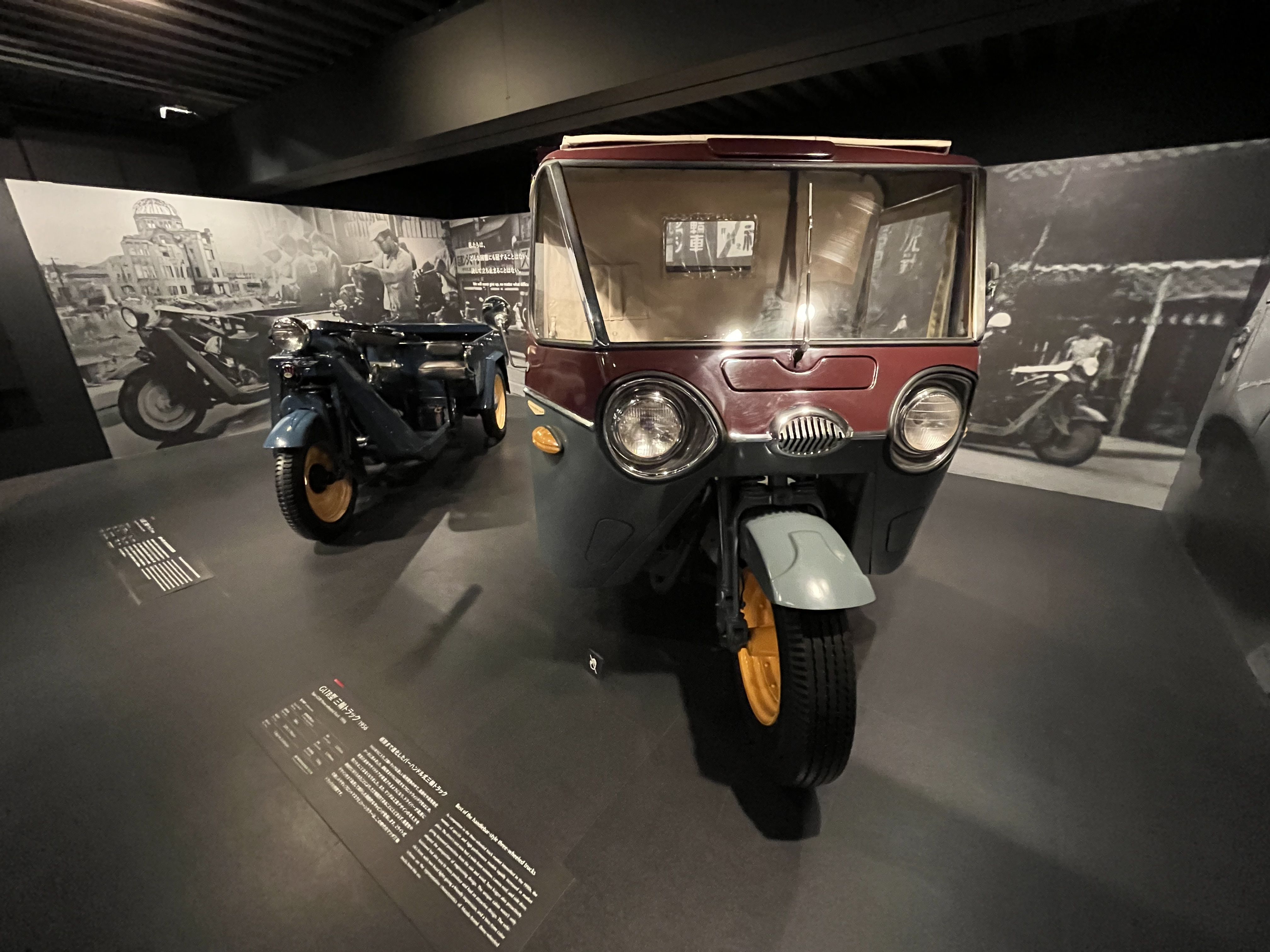
GLTB型

1. DA型：1931年10月上市，「D」代表差速器（differential）、「A」代表型號。搭載482c.c.氣冷式側氣門單汽缸RS型引擎，缸徑85.5mm、衝程84mm、最大馬力9.4ps / 3,300rpm，搭配三速手動變檔設計[8]，後車斗的最大載貨容積為200kg。
2. DB型：1932年推出，採用雙重車殼設計。
3. DC型：1934年上市，動力改為485c.c.引擎，最大載貨容積400kg。
4. KA型：1934年10月推出，但改為強化過的單層車殼，改成排氣量654c.c.的引擎，且引擎與變速箱整合成一體式結構。
5. TCS型：1935年登場，採雙重車殼、654c.c.引擎之設計，制動系統有手動、腳踏板兩種，最大載貨容積400kg，當年售出了424輛[9]。
6. KC型：在1938年上市，搭載654c.c.排氣量的KA型引擎，可輸出13.2ps / 3,300rpm的最大馬力，共計出售約4,200輛[10]。
7. GA型：1938年5月推出，以取代舊式K型系列。因為儀表盤為綠色，所以暱稱為「green panel（グリーン・パネル）」。引擎排氣量擴大到669c.c.，最大馬力13.7ps、最大扭力3.5kg·m，變速系統也從三速進化至四速，故油耗表現提升20%，最大載貨容積500kg。
8. GB型：第二次世界大戰期間，東洋工業被徵召生產軍需品，沒有多餘的產能可以繼續製造三輪卡車。戰後為了國內重建的強勁需求，該公司重新改良GA型而在1949年4月推出GB型。該款三輪卡車搭載新開發的701c.c.單汽缸SV型引擎，採全鋁合金鑄造，最大馬力可輸出15.2hp / 2,800rpm。變速箱系統採低壓鑄造法（low pressure die casting）製造，與引擎整合成一體。最大載貨容積雖然維持500kg不變，但車斗尺寸改變，因輪胎而拱起的空間也修改得更平坦以利載貨。
9. PB型：二戰結束後，各日本機動車輛製造商積極嘗試從載貨車進化至乘用車，而業界中仍持續發展三輪車型的二大勢力應屬大發工業與東洋工業。大發工業於1951年10月推出三輪車型的雙門乘用轎車大發Bee（日语：ダイハツ・Bee），反觀東洋工業則於1950年發售PB型三輪卡車。該型車將後半部以手工打造的車殼包覆起來，後來車殼改以油壓沖床製造。全車含駕駛共可容納六人乘坐，相對而言車重也比GB型大約多了250kg。引擎一樣採701c.c.單汽缸SV型引擎。該型車至1952年停產為止，共發售了PB-1、PB-2至PB-5等共六款，總計生產了690輛[11]。其實這款車是因為東洋工業所在的廣島市，因戰爭結束後為了載客運輸需求而開發，作為「90日圓均一價計程車」之用。此外在東京與大阪市區內也有PB型三輪計程車，被市民暱稱為（汽車taxi之意）。在全盛時期的1951年（昭和26年），兩地的PB型計程車加起來超過1千輛，直到翌年生產了690輛後而停產[12]。
10. LB型：1950年3月發售，車斗特別應市場需求而加大，可說是GB型的放大版本（比GB型長70cm），載物容積達750kg。
11. VB型：1950年4月推出，以LB型改良發展的三輪廂型車。
12. CA型：1950年6月推出，這是馬自達第一款小型「四輪」貨車，以三輪車為基礎改良而成。
13. CT型：1950年9月上市，動力為日本首創採OHV頂置氣門技術的1,157c.c.氣冷式V型二缸引擎，可輸出32ps，且配有油壓式氣門間隙自動調整裝置，有效抑制引擎震動與噪音。此型車除了駕駛者膝蓋部位前覆有防護罩，車頭上也有玻璃擋風罩，可改裝成消防車（稱為CF型）、清潔垃圾車、油罐車等特殊車輛使用。1951年追加車斗加長車型。
14. HB型：1951年3月上市，以LB型為基礎而改良。
15. CTL型：1951年發售，駕駛座上方覆蓋著可遮風避雨的斗篷，車斗加長至3公尺。翌年推出最大載貨容積2公噸的車型，為業界首創。
16. CTD型：1952年3月發售，屬於三輪傾卸卡車（英语：Dump truck）（dump truck）。
17. CTA型：1953年推出，以CT型為基礎而改良；同年12月改款，將頭燈改為雙圓燈。
18. CHTA型：和前者於同年推出，設計者為小杉二郎。
19. GCZ型：1954年2月推出，最大載貨容積750kg。
20. GDZA型：1955年上市，底盤承襲自GCZ型，動力為701c.c. OHV頂置氣門式引擎，最大馬力17ps。頭燈為雙燈式淚滴造型，且首度在車頭防護罩裝上方向指示燈。
21. GLTB型：1956年推出，為GDZA型的後繼車款。
22. HBR型：1957年8月推出，設計者為小杉二郎，採用圓形方向盤，載貨容積1噸。
23. MAR型：1957年11月上市，此款車已屬馬自達製造三輪卡車的末期產品。
24. MBR型：自MAR型改良而來。
25. DMA型：1958年發售睽違八年以來的小型四輪貨車，亦即馬自達Romper。

## 外部連結
- （日語）【MAZDA】3輪トラック「マツダ号」（1931年～） （页面存档备份，存于）
- （日語）三輪トラック｢マツダ号ＧＢ型｣を呉市海事歴史科学館(大和ミュージアム)の常設展示へ提供します （页面存档备份，存于）